# Чорна говірка
Чорна говірка (англ. Black Speech) — одна з мов у творах Дж. Р. Р. Толкіна. Це штучна мова, що створена Сауроном для своїх слуг замість численних діалектів орків та інших підвладних племен. Існувала архаїчна «висока» форма мови, котрою користувались назгули, та більш спрощена, що використовувалась армією Барад-Дура. Багато слів з чорної говірки перекочували до мов орків.

## Приклади
Приклад «високої» чорної говірки — напис, що викарбуваний на Єдиному Персні:
```
   Ash nazg durbatulûk,
   ash nazg gimbatul,
   ash nazg thrakatulûk,
   agh burzum-ishi krimpatul.
```

Що в перекладі на загальну мову:
```
   One Ring to rule them all,
   One Ring to find them,
   One Ring to bring them all
   and in the Darkness bind them. 
```

Переклад українською:
```
   Один перстень, щоб володарювати усіма,
   Один перстень, щоб знайти їх,
   Один перстень, щоб зібрати їх усіх
   і у Темряві пов'язати їх. 
```

## Використання образу в мистецтві
- Ідея отримала розвиток в апокрифі Наталі Васильєвої та Наталі Некрасової «Чёрная книга Арды» (висока мова Темряви, що вигадана ними, не стосується чорної говірки, як і їхні напрацювання з мов орків).

## Аналогії зі справжніми мовами
За припущенням історика О. А. Немировського (відомого як «Могултай»), ця мова є хуритською мовою.